# Martin Frobisher

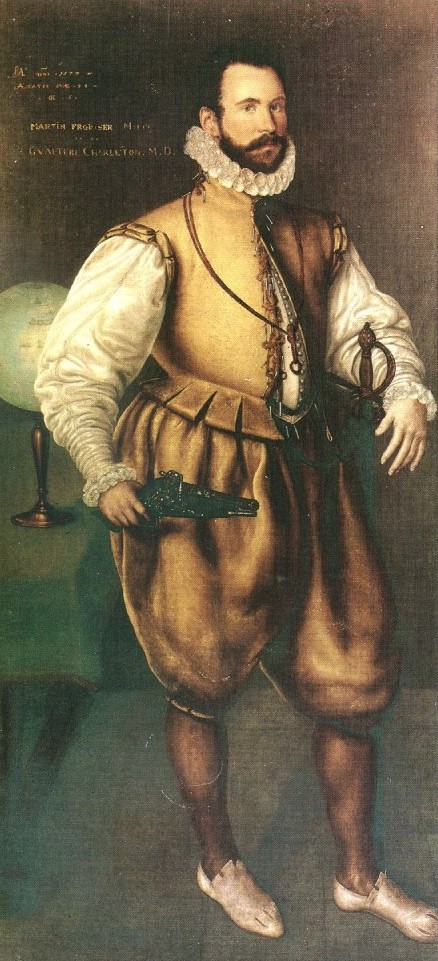
Sir Martin Forbisher

Martin Frobisher (ur. ok. 1535 w Doncaster, zm. 22 listopada 1594 w Portsmouth) – angielski żeglarz, odkrywca i korsarz.
Frobisher wsławił się jako pierwszy kontynuator Johna Cabota w poszukiwaniu Przejścia Północno-Zachodniego. Frobisher w 1576 roku poprowadził wyprawę odkrywczą na wody subarktyczne Ameryki Północnej, finansowaną przez konsorcjum kupców angielskich. W pierwszej fazie swej wyprawy dotarł do południowych brzegów Grenlandii, o której wiedza zgromadzona przez wikingów już dawno poszła w zapomnienie. Następnie opływając wyspę z zachodu odkrył, nazwaną jego imieniem, Zatokę Frobishera. W czasie swej wyprawy wszedł w kontakty z Eskimosami, od których zyskał wiele cennych informacji o geografii regionu. Umiarkowane sukcesy pierwszej wyprawy skłoniły kupców do sfinansowania następnej. W 1578 roku flotylla piętnastu statków pod komendą Frobishera udała się na zachód. Jej celem była meta incognita (pol. nieznany cel), którą potem okazała się olbrzymia wyspa, nazwana później Ziemią Baffina. W czasie swej drugiej wyprawy Frobisher zapuścił się także na wody Cieśniny Hudsona, z powodu jednak niekorzystnych warunków atmosferycznych, które doprowadziły do utraty jednego ze statków, zmuszony został do zawrócenia. Frobisher sądził, iż wyprawa skończyła się sukcesem, gdy na Ziemi Baffina znaleziono "złote kamienie", które po zbadaniu w Anglii okazały się bezwartościowym pirytem.
W 1585 roku Frobisher został wiceadmirałem floty w Indiach Zachodnich i wziął udział w walkach z Wielką Armadą.